# Gorenje Medvedje selo
Gorenje Medvedje selo je naselje v občini Trebnje.
Gorenje Medvedje selo je strnjena vas v manjši dolini, severovzhodno od Trebnjega. Svet okoli vasi je rodoviten, le na dnu doline so močvirnati travniki, v višjih legah pa gozd. V bližini sta Hučev studenec in studenec Završje.